# Antonio Cánovas del Castillo

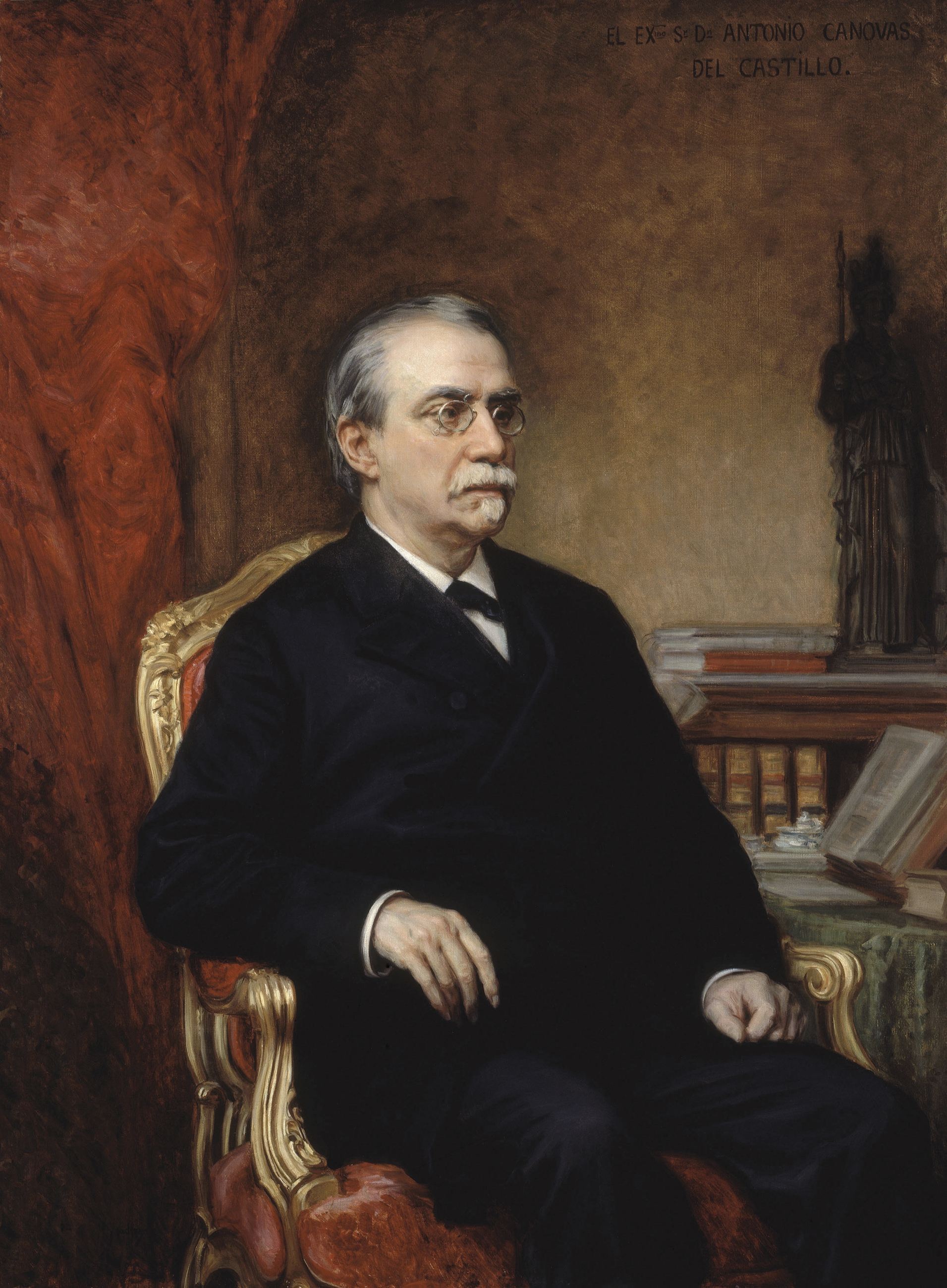
Antonio Cánovas del Castillo.

Don Antonio Cánovas del Castillo (Málaga, 8 februari 1828 - Mondragón, 8 augustus 1897) was een Spaans staatsman, eerste minister en historicus. In 1874 restaureerde hij eveneens de Bourbonmonarchie in Spanje en werd hiervoor toegelaten tot de Orde van het Gulden Vlies.

## Vroege leven
Na de dood van zijn vader trok Cánovas naar zijn oom langs moederkant, de schrijver Serafín Estébanez Calderón, in Madrid. Aan de Complutense Universiteit van Madrid studeerde hij rechtswetenschappen.
Hij stelde het basisdocument op dat in Spanje bekend raakte als de pronunciamento "Vicalvarada", die in 1854 tot de val van de regering van de gematigden leidde. Dit documenten bevatte onder meer volgende doelstellingen: behoud van de monarchie in ceremoniële vorm, de naleving en de uitbreiding van de fundamentele rechten zoals het kiesrecht en de persvrijheid, belastingverlaging gesteund aan op de economie gerichte politiek en meer zelfbestuur voor de gemeenschappen.
Bij de verkiezingen voor de grondwetgevende Cortes in oktober 1854 werd Cánovas op 26-jarige leeftijd verkozen tot afgevaardigde. In de laatste regeringsjaren van Isabella II vervulde hij meerdere functies, zo was hij diplomaat in Rome en gouverneur van Cádiz. Van 1 maart tot en met 16 september 1864 was hij minister van Binnenlandse Zaken onder Alejandro Mon y Menéndez en van 21 juni 1865 tot en met 10 juli 1866 was hij minister van Overzeese Gebieden in de regering van Leopoldo O'Donnell. Deze regering viel door de kritiek van de onderdrukking van een muiterij in de kazerne van San Gil door de regering, waardoor samenwerking met de Cortes zo goed als onmogelijk werd.
Tijdens de periode 1868-1874, waarbij de Bourbonmonarchie was afgezet in Spanje, was Cánovas tot in april 1872 in de Cortes de leider van een kleine groep afgevaardigden die voor de aanstelling van prins Alfons van Bourbon, de zoon van de vroegere koningin Isabella II, tot nieuwe Spaanse koning waren.

## De jaren als eerste minister van Spanje
Eind 1874 pleegde generaal Arsenio Martínez Campos een staatsgreep, waarna de Bourbonmonarchie werd hersteld onder het koningschap van prins Alfons, vanaf nu koning Alfons XII van Spanje. Cánovas had echter gehoopt dat Alfons na een oproep van het volk door de Cortes tot koning zou uitgeroepen worden en niet via een militaire staatsgreep. Hij aanvaardde de feiten echter en besloot, nadat hij eind 1874 door koning Alfons tot de nieuwe Spaanse premier benoemd werd, een nieuwe grondwet te schrijven. Die grondwet deed de koninklijke macht in wetgeving en regering toenemen, maar de fundamentele rechten van het volk werden gegarandeerd. De terugkeer van een gezagvolle overheid bracht de republikeinen terug naar de achtergrond.
Na de dood van koning Alfons XII in 1885, besloten de toen twee grootste politieke leiders van Spanje, Cánovas van de conservatieven en Práxedes Mateo Sagasta van de liberalen, om koningsweduwe Maria Christina te steunen om zo de politieke eenheid te bewaren in Spanje. Onder de bescherming van de flexibele en redelijke grondwet van 1876 en de handhaving van de herhalende en vredevolle afwisselingen van conservatieve regeringen onder Cánovas en liberale regeringen onder Sagasta zorgden ervoor dat de politieke situatie onder regentes Maria Christina stabiel bleef. Zelfs de republikeinen als de carlisten aanvaardden de machtswisseling tussen de conservatieven en de liberalen, waardoor er een soort van "wapenstilstand" tussen de regering en de oppositie was. Dit was wel niet altijd het geval.

## Politieke crisis
Op het einde van de jaren 1880 was de overzeese politiek van Cánovas in toenemende mate instabiel. De onderdrukking van nationalistische bewegingen op Cuba verliep onsuccesvol. De politieke en militaire gevechten tegen de Spaanse koloniemacht werd er aangevoerd door José Martí, als gevolg van hoge en oneerlijke fiscale lasten en wegens gebrek aan kansen voor de bevolking in politiek en bestuur. Bovendien hadden de Verenigde Staten van Amerika politieke en economische belangen op Cuba en moedigden ze de inheemse bevolking aan om in opstand te komen tegen de Spaanse bezetter. In 1898 leidde dit tot de Spaans-Amerikaanse Oorlog (die Cánovas niet meer meemaakte), waarbij Spanje een nederlaag leed en de laatste belangrijkste kolonies Cuba, Puerto Rico, Guam en de Filipijnen moest afgeven aan de VS.

## Activiteiten als schrijver
De historische geschriften van Cánovas hebben een sterke reputatie, vooral zijn "Historia de la Decadencia de España" waarvoor hij in 1860 gekozen werd in de Real Academia Española. Onder zijn leiding begonnen enkele leden van deze academie vanaf 1890 met het schrijven van een boek over de algemene geschiedenis van Spanje.

## Overlijden
Op 8 augustus 1897 werd Antonio Cánovas del Castillo (waarschijnlijk wegens zijn Cubaanse politiek of wegens zijn belangrijke rol in de Spaanse politiek) in het kuuroord Santa Águeda de Gesalidar in Mondrágon door de Italiaanse anarchist Michele Angiolillo doodgeschoten.
- Bibsys: 32290
- Biblioteca Nacional de España: XX874937
- Bibliothèque nationale de France: cb12301145f (data)
- Catàleg d'autoritats de noms i títols de Catalunya: 981058520043906706
- CiNii: DA04750589
- Gemeinsame Normdatei: 118702254
- International Standard Name Identifier: 0000 0000 8148 4473
- Library of Congress Control Number: n50058793
- Nationale bibliotheek van Australië: 35764013
- Nationale Bibliotheek van Israël: 987007260013605171
- Nationale Bibliotheek van Polen: a0000003185880
- Nederlandse Thesaurus van Auteursnamen: 070876665
- Réseau des bibliothèques de Suisse occidentale: 02-A012360928
- Istituto Centrale per il Catalogo Unico: UMCV189047
- SNAC: w6k948p0
- Système universitaire de documentation: 031878938
- Trove: 1076617
- Virtual International Authority File: 68994598
- WorldCat: E39PBJkHtHtj6X8FRjgHF8kMT3